# Rifargia sator
Rifargia sator är en fjärilsart som beskrevs av Paul Dognin 1908. Rifargia sator ingår i släktet Rifargia och familjen tandspinnare. Inga underarter finns listade.